# Geophis sallaei
Geophis sallaei — вид змій родини полозових (Colubridae). Ендемік Мексики.

## Поширення і екологія
Geophis sallaei відомі з типової місцевості, розташованої в районі Плюма-Ідальго в горах Південної Сьєрра-Мадре в штаті Оахака, на висоті 1400 м над рівнем моря. Всі відомі екземпляри були знайдені на кавовій плантації.